# WWE Breaking Point
Breaking Point – gala wrestlingu wyprodukowana przez federację World Wrestling Entertainment (WWE). Odbyła się 13 września 2009 w Bell Centre w Montrealu w prowincji Quebec. Emisja była przeprowadzana na żywo w systemie pay-per-view. Koncepcja gali opiera się na tym, że walkami wieczoru są pojedynki, które muszą być zakończone poprzez submission, przykładowo submission match, „I Quit” match czy też Submissions Count Anywhere match. Nazwę gali wybrali fani głosujący na stronie WWE. Innymi nazwami do wyboru były Submission Sunday, Total Submission i Submit & Quit.
Podczas gali odbyło się osiem walk, w tym jedna nietransmitowana w telewizji. Walką wieczoru był Submission match o World Heavyweight Championship, w którym CM Punk obronił mistrzostwo pokonując The Undertakera. Ponadto John Cena zdobył WWE Championship wygrywając „I Quit” match z Randym Ortonem, zaś The Legacy (Cody Rhodes i Ted DiBiase) pokonali D-Generation X (Triple H'a i Shawna Michaelsa) w Submissions Count Anywhere matchu.

## Produkcja
Breaking Point oferowało walki profesjonalnego wrestlingu z udziałem różnych wrestlerów spośród istniejących oskryptowanych rywalizacji (storyline’ów). Kreowane były podczas cotygodniowych gal Raw, SmackDown oraz ECW. Wrestlerzy są przedstawieni jako heele (negatywni, źli zawodnicy i najczęściej wrogowie publiki) i face’owie (pozytywni, dobrzy i najczęściej ulubieńcy publiki), którzy rywalizują pomiędzy sobą w seriach walk mających budować napięcie. Kulminacją rywalizacji jest walka wrestlerska lub ich seria.

### Rywalizacje

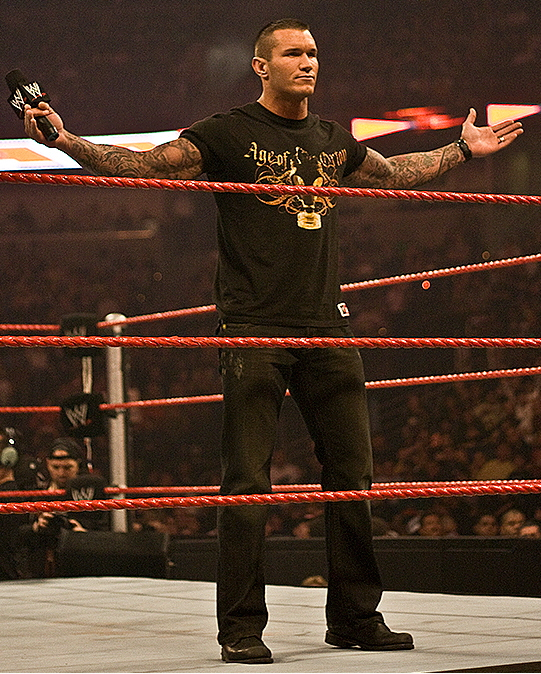
Randy Orton stracił WWE Championship na rzecz Johna Ceny w „I Quit” matchu.

Walkę wieczoru zawodników brandu Raw ogłoszono noc po sierpniowej gali SummerSlam; był to rewanż pomiędzy Randym Ortonem i Johnem Ceną. Podczas tejże walki Orton specjalnie chciał się zdyskwalifikować, być odliczonym poza-ringowo, a na końcu nieczysto przypiął Cenę i obronił mistrzostwo. Właściciel WWE Vince McMahon ogłosił, że Cena otrzyma rewanż, a Ortonowi nikt nie będzie mógł pomóc, inaczej automatycznie utraci on tytuł. Dobrał również stypulację walki, którym był „I Quit” match.
Po zdobyciu World Heavyweight Championship na gali SummerSlam, CM Punk ponownie obronił tytuł pięć dni później podczas tygodniówki SmackDown przeciwko Jeffowi Hardy'emu. Zostało również ogłoszone, że zwycięzca tej walki będzie bronił tytułu przeciwko The Undertakerowi podczas gali Breaking Point w Submission matchu.

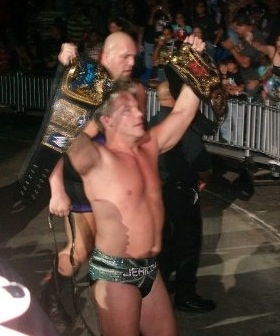
Chris Jericho i Big Show, którzy bronili Unified WWE Tag Team Championship przeciwko MVP'emu i Markowi Henry'emu.

Gościem specjalnym tygodniówki Raw z 24 sierpnia był Floyd Mayweather Jr., który stoczył rok wcześniej walkę z Big Showem na WrestleManii XXIV. Ogłosił on, że Montel Vontavious Porter (MVP) i Mark Henry otrzymają walkę z posiadaczami Unified WWE Tag Team Championship Chrisem Jericho i Big Showem na gali Breaking Point, jeśli pokonają ich w walce na tygodniówce Raw. MVP i Henry pokonali Jericho i Showa z pomocą ze strony Mayweathera, który podrzucił MVP'emu kastet i ten uderzył przy pomocy niego Chrisa Jericho.
Podczas trwającego wyzwania wyłaniającego pretendenta do WWE Championship na galę SummerSlam, 27 lipca podczas tygodniówki Raw Triple H pokonał Cody'ego Rhodesa, lecz nie zdołał wygrać w mniejszym czasie niż 6:49 minut (wynik Marka Henry'ego) i nie został pretendentem. Po walce został zaatakowany przez Rhodesa i Teda DiBiasego, którzy wspólnie występowali jako The Legacy. Doprowadziło to do powrotu Shawna Michaelsa i reformacji grupy D-Generation X, którzy wspólnie pokonali The Legacy na SummerSlam. Z powodu kontynuowania rywalizacji, na stronie WWE.com zostało ogłoszone, że dwa zespoły zmierzą się podczas wrześniowej gali Breaking Point w Submissions Count Anywhere matchu.

## Wyniki walk
| Nr                                                                                    | Wyniki | Stypulacje | Czas  |
| ------------------------------------------------------------------------------------- | --- | --- | ----- |
| 1D                                                                                    | Evan Bourne pokonał Chavo Guerrero                                                                                              | Singles match | 05:00 |
| 2                                                                                     | Jeri-Show (Chris Jericho i Big Show) (c) pokonali The World's Strongest Tag Team (Montela Vontavious Portera i Marka Henry'ego) | Tag team match o Unified WWE Tag Team Championship                                                                | 12:13 |
| 3                                                                                     | Kofi Kingston (c) pokonał The Miza                                                                                              | Singles match o WWE United States Championship                                                                    | 11:56 |
| 4                                                                                     | The Legacy (Cody Rhodes i Ted DiBiase) pokonali D-Generation X (Triple H'a i Shawna Michaelsa)                                  | Submissions Count Anywhere match                                                                                  | 21:40 |
| 5                                                                                     | Kane pokonał The Great Khali'ego (z Ranjinem Singhem)                                                                           | Singapore Cane match                                                                                              | 05:50 |
| 6                                                                                     | Christian (c) pokonał Williama Regala                                                                                           | Singles match o ECW Championship Ezekiel Jackson i Vladimir Kozlov byli wyrzuceni z okolic ringu.                 | 10:15 |
| 7                                                                                     | John Cena pokonał Randy'ego Ortona (c)                                                                                          | „I Quit” match o WWE Championship Jeśli ktoś zainterweniuje pomagając Ortonowi, Orton zostanie pozbawiony tytułu. | 19:46 |
| 8                                                                                     | CM Punk (c) pokonał The Undertakera                                                                                             | Submission match o World Heavyweight Championship                                                                 | 08:52 |
| (c) – mistrz/mistrzyni przed walkąD – walka była dark matchem (nietransmitowana w TV) | | |       |